# Traudl Hecher
Waltraud J. »Traudl« Hecher-Görgl, avstrijska alpska smučarka, * 28. september 1943, Schwaz, † 10. december 2023
Svoj največji uspeh kariere je dosegla na olimpijskih igrah 1960 in 1964, ko je osvojila bronasti medalji v smuku, olimpijske tekme so štele tudi za svetovno prvenstvo. Ob koncu kariere je tekmovala v prvi sezoni svetovnega pokala in dosegla dve uvrstitvi na stopničke. Desetkrat je postala avstrijska državna prvakinja v alpskem smučanju, štirikrat v kombinaciji, trikrat v slalomu, dvakrat v smuku in enkrat v veleslalomu.
Njena otroka sta alpska smučarja Elisabeth Görgl in Stephan Görgl.